# 카리용 전투
카리용 전투(Battle of Fort Carillon) 또는 1758년 타이컨터로가 전투)는 프렌치 인디언 전쟁 중에 벌어진 전투이다. 이 전투는 챔플레인 호수가에 있는 카리용 요새(현재 타이컨더로가 요새)에서 약 1.2km 떨어진 언덕에서 펼쳐졌다. 프랑스군은 루이조제프 드 몽칼름 장군과 프랑스와 가스통 드 레비가 이끄는 4,000명 병력이었고, 반면 압도적으로 수적 우세에 있었던 영국군은 제임스 에버크롬비가 지휘하고 있었다.
영국군이 전면에서 기습을 받았고, 영국군은 참호로 둘러싸인 프랑스 진지를 대포도 없이 공격했다. 프렌치 인디언 전쟁 중에서도 가장 참혹한 전투로, 양군의 사상자는 3,000명이 넘었고, 그중 2,000명 이상이 영국 병력이었다. 미국의 역사학자인 로렌스 헨리 깁슨은 에버크롬비의 전략에 대해 이렇게 적고 있다. “역사상 어떤 아메리카에서 일어난 군사 작전도 이렇게 지휘관의 판단 착오가 많은 전투는 단 한 번도 없었다.” 많은 군사 역사 연구가가 카리용 전투는 전술면에서 군사적 무능의 전형으로 인용하고 있다.

## 지리
카리용 요새 건설은 1755년에 시작된 조지 호수 전투에서 프랑스가 패배한 결과를 근거로 한 것이었다. 조지 호수의 북쪽 해안의 케이프에 가까운 챔플레인 호수에 접한 요새로 라슈트 강이 남하하는 낮은 지점에 위치해 있었다. 이 지역에 우뚝 솟아있는 것은 라슈트 강 호수 건너편 인디펜던스 산 옆에 있는 ‘방울뱀의 언덕’(현재의 데피언스 산)이었다. 이 언덕의 대포는 요새에 포격을 받아도 적을 공격할 수 있는 구조로 되어 있었다. 라슈트 강은 배의 항해가 불가능했으며, 조지 호수의 북단에서 프랑스가 지은 제재소의 위치까지 요새의 축성을 돕기 위해 하나의 운송로가 있었다. 그 길은 라슈트 강을 두 번 횡단하게 되며, 한번은 조지 호수에서 3.2 km 떨어진 곳이며, 또 한번은 요새로부터 3.2 km 떨어진 제제소였다.
카리용 요새의 북쪽으로는 산프레드릭 요새로 가는 길이 뻗어 있었다. 서쪽으로는 낮게 솟아 오른 땅이 있고, 그 너머에는 호프 산이 있고, 운송로를 허락한 곳이지만, 요새를 위협하기엔 너무 멀리 떨어져 있었다. 카리용 요새 주변에서 가장 심각한 지리적 약점은 데피언스 산이었다. 전투 당시는 방울뱀의 언덕이었고, 1770년대에는 슈거 부시로 알려진 이 산은 카리용 요새 남쪽, 라슈트 강 건너편에 있었다. 이 900피트(270m)의 언덕은 경사에서 심하게 지고, 나무가 밀집해 있어, 요새에 포격을 퍼붓기에는 최적의 장소였다. 몽칼름의 기술 감독인 니콜라 사레부르스 드 폰틀르와에 따르면 카리용 요새 위치는 이랬다. “내가 이 요새의 포위전을 맡았다면, 6문의 박격포와 2문의 대포만 필요했을 것이다.”

## 북미 영-프 전쟁
1758년 이전에는 프렌치 인디언 전쟁의 영국군은 연패 상태였다. 군의 목표에 거의 부합하지 못했다. 1756년에서 1757년까지는 프랑스의 연이은 승리로, 유럽에서 7년 전쟁의 부진과 닮아있었다. 윌리엄 피트는 영국의 모든 군사력을 7년 전쟁에 쏟아 부을 수 있도록 노력했다. 프랑스가 강한 유럽에서는 방어전을 주장했고 그 전략을 적용했다. 역으로, 더 약한 전력을 가진 북미는 뉴프랑스를 공격하기 위해, 3개의 전략적 군사 조치를 취할 것을 결의했다. 펜실베니아의 듀케느 요새 공략, 일 아얄(현재 케이프 브르타뉴 섬)의 루이스버그 요새 공략, 그리고 장군 에버크롬비에게 맡겨진 샹플레 계곡 통한 공격이다. 피트는 에버크롬비 보다는 책략에 능한 조지 하우를 지휘관으로 쓸 생각이었지만, 계급이 높고, 정치적 배려로 총체적으로 지명도가 있는 에버크롬비를 지휘관으로 임명했다. 하우는 부지휘관으로 참여했다.

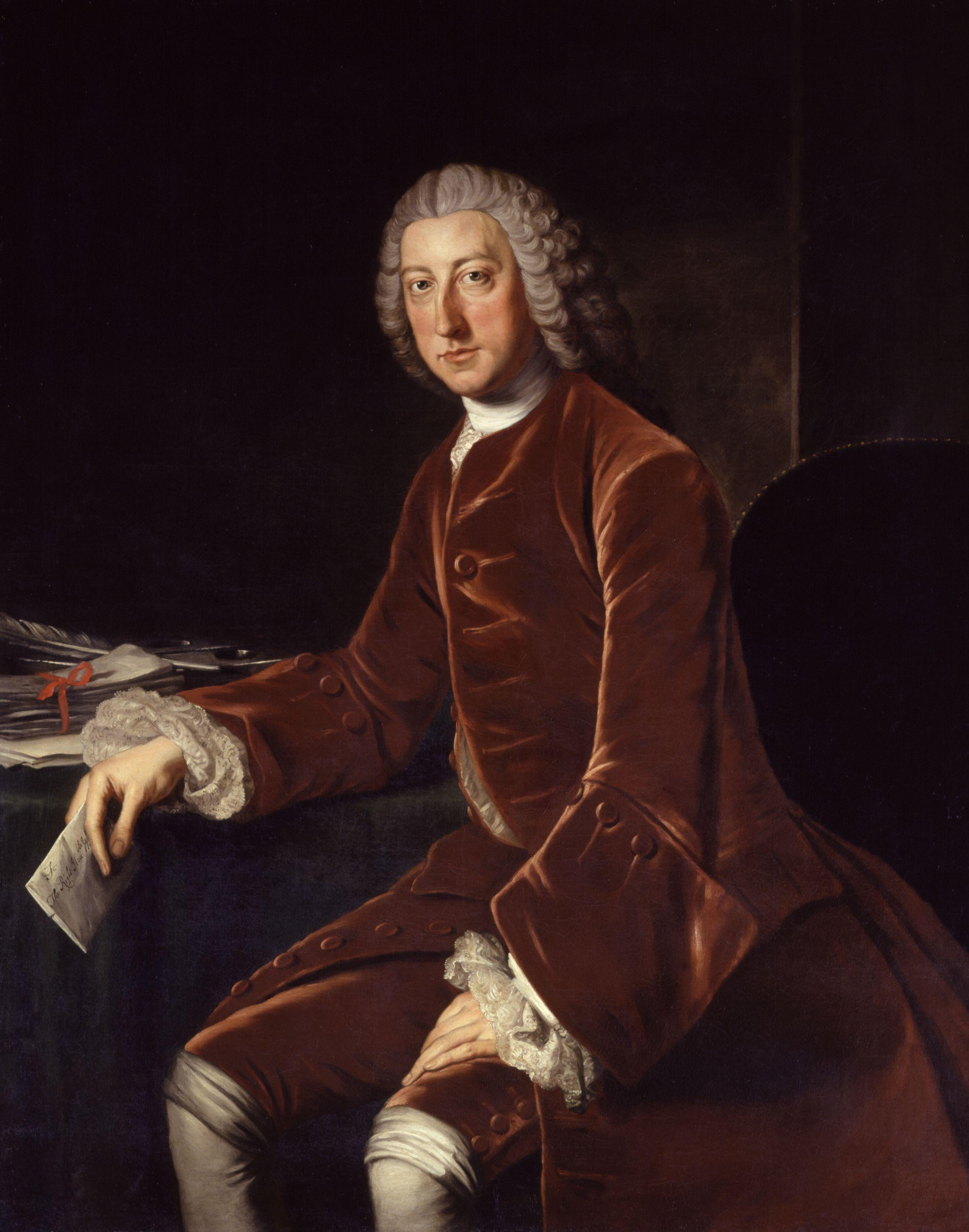
윌리엄 피트

1757년 카리용 요새를 건설한 프랑스는 1757년 성공적인 윌리엄 헨리 요새 공략에 그것을 핵심으로 이용하였다. 1757년 그것과 북미에서 다른 승리에도 불구하고, 1758년에는 위치가 그다지 좋지 못했다. 3월 초, 북미에서 프랑스군을 맡고 있던 루이 조제프 드 몽칼름과 누벨 프랑스 총독인 피에르 프랑스아 드 레비(보도루이유)는 영국이 대군을 북미에 파견하려고 계획을 알고 있었고, 그들 또한 프랑스 국왕 루이 15세에게 어느 정도의 지원을 받아야 한다고 생각하고 있었다. 본국에서의 지원이 적은 것은 영국 해군이 억제하는 대서양에, 프랑스가 주요 전력을 사용하여 작전에 나설 각오가 되어있지 않다는 것을 의미했다. 이런 상황은 1757년 캐나다의 농작물의 흉작으로 가속화되었다. 겨울이 오자, 식량 비축분이 부족해진 결과를 초래했다.
서로 잘 지내지 못했던 몽칼름과 보드레이유는 영국군에 대한 방법에 관해서도 의견이 달랐다. 프랑스군의 구성은 5,000명의 정규군에 약 6,000명의 민병대, 그리고 인원면에서 제한된 동맹 인디언 전사들뿐이었다. 이에 반해 영국군은 5만명으로 보고되어 있었다. 전투 경험은 별로 없었던 보드레이유는 프랑스군을 카리용과 루이스버그에 각각 5,000명씩 나누길 바랐다. 그 후에 3,500명의 엄선한 병력을 뉴욕 식민지 북서부에 있는 모호크 강으로 파견하고자 했다. 몽칼름은 그것을 어리석은 발상이라고 생각했다. 이 방식은 영국군은 아주 간단하게, 방어전에 사람을 할애할 것임이 틀림없었다. 보드레이유의 의견이 우세한 가운데 몽칼름은 1758년 6월, 퀘벡에서 카리용으로 향했다.

### 영국군의 준비
제임스 에버크롬비 장군 하에 영국군은 윌리엄 헨리 요새 터 근처에 병력을 모았다. 이 요새는 조지 호수 남단에 있었지만, 전년의 프랑스군에 의해 포위전 후 파괴되어 있었다. 군은 총 16,000명이었으며, 1758년의 이 시점에서 북아메리카에 배치된 군으로서는 최대 규모였다. 원군으로 존 머레이의 제42 보병연대(하이랜드 연대 첫째 대대)와 제27 보병연대, 제44 보병연대, 제46 보병연대, 제55 보병연대로 구성된 6,000명의 정규 부대, 그리고 제60 보병연대의 1 대대와 4대대, 또한, 뉴잉글랜드의 코네티컷, 매사추세츠만, 뉴욕, 뉴저지, 로드아일랜드의 각 식민지의 민병대가 있었다. 1758년 7월 5일, 이 부대는 배에 탑승, 다음 날인 6일 조지 호수의 북쪽 해안에 도착했다.

### 프랑스군의 준비
몽칼름이 도착하기 전 카리용 요새에서 지휘를 맡고 있던 것은 프랑스와 샤를 드 부르라마끄 대령으로 6월 23일 경에 영국이 대군을 이끌고 공격할 것을 알게 되었다. 부르라마끄는 6월 10일에 보드레이유를 통해 에버크롬비에게 편지(대립하는 지휘관끼리 주고받는 의례적인 인사의 일환)를 전령에게 보내게 하고, 그 전령이 돌아오는 것을 기다리고 있었다. 사실 그 전령은 영국군의 주둔지에 대해 너무 많이 알고 있었기 때문에 영국군에게 잡혀있었다. 부르라마끄는 정찰 활동을 확대하고, 또한 포로로 잡은 영국 척후병에게서 영국군의 대략적인 병력 규모를 파악하고 있었다.
6월 30일, 몽칼름이 카리용 요새에 도착했다. 거기서 본 것은 확연히 병력이 부족한 주둔 부대였다. 병력은 3,500명밖에 없고, 식량은 9일치 밖에 남아 있지 않았다. 부르라마끄는 몽칼름에게 영국군 2만명 이상이 윌리엄 헨리 요새 터 근처에 집결하고 있다고 전했다. 몽칼름은 요새에 접근해 올 많은 적에 대한 방어전략을 취했다. 몽칼름은 즉시, 부르라마끄와 3개 대대를 파견하여 6마일(9.7 km) 떨어진 조지 호수의 북단에서 2마일 (3.2 km) 떨어진 도하지점을 점령하고, 제재소의 전진 기지를 강화하게 하였다. 나머지 잔류 병력은 요새 밖의 추가적인 방어 시설 마련에 투입하였다. 몽칼름 또한 이 상황을 몬트리올에 전하고 가능하다면, 레비와 그 병력을 증원병으로 보내달라고 요청했다. 이 레비 병력은 브드레이유가 서쪽 변경 요새를 방어 임무를 맡았던 병력이었다. 레비는 아직 서쪽으로 떠나 않았고, 브드레이유는 그와 400명의 부대를 이끌고, 서쪽이 아니라 카리용으로 향할 것을 명령했다. 그들이 몬트리올을 떠난 것은 7월 2일이었다. 7월 5일에 부르라마끄가 답장을 받았을 때, 영국 함대가 다가오고 있었다. 그는 트레뻬제 대위와 350명의 부대를 보내, 함대를 감시하게 하고 가능하면 상륙을 저지하도록 지시했다. 이때 영국 함대의 규모에 대해서는 ‘조지 호수의 수면을 덮어 버릴 정도의 규모’라고 했다. 몽칼름은 부르라마끄에게 퇴각을 명령했다. 방비 태세에 만족해 있던 부르라마끄는 몽칼름으로부터 세 차례 퇴각 명령을 받을 때까지 후퇴하지 않았다. 어느 정도 작전 범위를 알게 된 몽칼름은 모든 병력을 카리용 요새로 후퇴시켰고, 수로와 교량을 파괴했다. 이 퇴각으로 트레뻬제 군은 본대로부터 고립 상태가 되었다. 게다가 인디언의 척후가 영국 함대의 규모를 두려워 해서 그를 버리고 달아나 버렸다.
7월 6일의 황혼 때 프랑스군은 요새의 북서쪽 1.2 km 떨어진 고지대에 참호를 파기 시작했다. 이 언덕은 요새로 향하는 진격로가 될 길이었다. 7월 7일, 참호 아래에 상당한 길이에 걸쳐 울타리(적의 침입을 방지하기 위해 가시나무 가지를 묶어 만든 울타리)를 둘렀다. 날이 저물 무렵, 참호 위로 흉벽을 둘렀다. 이 급조된 방어시설은 총격전에는 도움이 되었지만, 영국군 대포 공격에는 무용지물이 될 것이라고 생각했다.

### 영국군 상륙

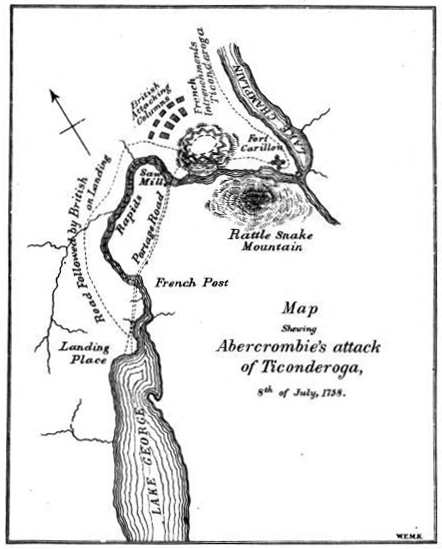
영국군의 진격 예상도

7월 6일 아침, 영국 육군은 조지 호수의 북쪽 해안에 상륙을 시작했다. 에버크롬비는 먼저 상황을 확인하기 위해 선발 부대를 보내 일대를 조사하도록 했고, 최근 적군이 이 구역을 포기한 것을 알게 되었다. 서둘러 퇴각했기 때문에 프랑스군의 물자와 무기가 방치되어 있었다. 영국군은 대규모로 상륙한 후 종대로 정렬하여 조지 호수와 챔플레인 호수를 연결하는 지점으로 행군을 하려 했다. 수로보다 그쪽을 선택한 것은, 다리가 프랑스군에 파괴되어 있었기 때문이었다. 그러나 숲이 상당히 울창했기 때문에 대열을 유지하지 못했다.
베르니츠 강이 라슈트 강과 합류하는 곳 근처에서 프랑스의 본대로 퇴각하던 트레뻬제 부대가 피네스 리먼이 이끄는 코네티컷 연대와 우연히 조우하여 교전을 벌였다. 그 근처에 조지 하우 장군의 대오도 있었기 때문에, 하우는 부대를 그곳으로 데려 갔다. 그들이 전투가 벌어지는 곳에 닿았을 때 하우 장군은 포탄에 명중하여 즉사했다. 또한 매사추세츠만 식민지의 병력도 이곳으로 몰려와 프랑스의 정찰별의 퇴각로를 차단했다. 이 고립된 싸움에서 트레뻬제 병사는 약 150명이 죽었고, 나머지 150명은 포로가 되었다. 트레뻬제를 포함한 포함 50명은 라슈트 강을 헤엄쳐 달아났다. 이날 교전에서 입은 상처로 트레뻬제는 다음날 죽었다.
영국군 사상자의 수치는 일치하지 않는다. 윌리엄 네스터는 적게는 전사 10명에, 부상자가 6명이라고 주장했지만, 르네 차트랜드는 하우 장군을 포함해 100명 이상의 사상자가 나을 것이라고 주장한다. 울창한 숲으로 인해 어려움을 겪던 영국군은 하우 장군의 죽음에 사기가 저하되었고, 밤새 항해로 지쳐있었기 때문에 숲에서 야영을 하고, 다음 날 아침 상륙 지점으로 돌아왔다.

### 영국군의 착오
7월 7일, 에버크롬비는 중령 존 브래드 스트리트와 대규모 병력을 운송로로 파견했다. 첫 도하 부대가 부르라마끄가 야영을 했던 곳에 도착하자마자 그곳에 다리를 만들었고, 이어 제제소 도하 지역으로 이어졌다. 그리고 부대가 따라가 그곳에 야영을 했다. 척후대와 포로들은 에버크롬비에게 몽칼름의 병력은 6,000명이고, 레비가 이끄는 3,000명의 증원군을 기다리고 있다고 전했다.
에버크롬비는 공병 부대 매튜 클라크 대령과 측근인 제임스 에버크롬비(에버크롬비 장군이 이 참모와 혈연관계인지 여부는 불명)에게 명하여, 프랑스의 방어지를 정찰하도록 명령했다. 방울뱀의 언덕에 오른 뒤 클라크와 에버크롬비는 프랑스의 진지에 결함이 있음을 보고하고 이렇게도 말했다. “간단히 공략 가능합니다. 대포도 필요 없을 것 같습니다”. 그들은 프랑스군이, 덤불과 나무를 이용하여 방어 시설을 곳곳을 은폐했다는 것을 알지 못했다. 게다가 프랑스는 광역 방어망 완수했던 것이다. 클라크의 보고서에는 또한 방울뱀의 언덕과 산기슭에 요새를 보강하도록 에버크롬비에게 권장하고 있었다. 에버크롬비는 다음날 아침에 프랑스를 공격한다고 결의했다. 그 전에, 레비와 3000여명으로 증원군이 도착하지 않길 바라고 있었다. 그러나 레비는 7월 7일 밤 카리용에 도착했다. 그가 이끌었던 것은 400명의 정규병이었다.
그날 밤 에버크롬비는 작전 회의를 열었다. 그가 참모들에게 준 선택권은 한정된 것으로, 다음 날 공격 시 편성과 3열 종대로 할 것인지, 4열 횡대로 할 것인지를 결정하는 것이었다. 회의 참석자들은 3열을 채택했다.
에버크롬비의 계획에서 방울뱀의 언덕 꼭대기에 요새 건설은 빠진 것이었다. 또한, 정면에서 기습 작전을 완수할 수 있도록, 라슈트 강에 떠 있던 4문의 6파운드 포와 1문의 박격포, 20척의 바토를 타고 부대가 이동하여 방울뱀의 언덕 기지에 배치하자는 것이었다.
7월 8일 새벽, 클라크는 다시 방울뱀 언덕 기지에 가서, 프랑스의 방어를 감시하려고 했다. 그의 보고서에서는 기습하면 여전히 프랑스의 진형을 함락할 수 있다는 것이었다.

## 전열
7월 8일 아침, 전투가 시작되었다. 로저스 레인저스와 토마스 게이지 대령의 제 80 경보병 연대가 요새에 머물고 있던 몇몇 프랑스 척후를 참호로 몰아넣었다. 이 경보병 부대의 뒤에는 뉴욕과 매사추세츠만 식민지 병력이 대기하고 있었고, 3열 종대로 공격을 하기 위해 일반병이 식민지 병사의 사이를 진군했다. 우익 제27대와 제60대, 제27 군단은 지휘관인 윌리엄 하비랜드 중령의 지휘 하에 있었고, 중앙군 제44대와 제 55 군단은 존 도날드슨 중령이, 그리고 좌익 제 42대와 제46대, 제42대는 프란시스 그랜트 중령이 맡고 있었다. 각 열의 뒤에는 연대의 경보병 중대가 따랐고, 코네티컷과 뉴저지의 식민지의 예비 병력이 대기하고 있었다.
몽칼름은 프랑스군을 3개 여단과 예비대로 나누어야 했다. 그는 참호로 연결된 중앙 부분에 로얄 루숀 연대와 베리 연대의 지휘를 맡았고, 레비는 우익 베아루느 연대와 규이엔느 연대, 그리고 라 렌느 연대를 지휘했다. 그리고 부르라마끄는 좌익으로 라 사르 연대와 라 사르 연대를 지휘했다.
각각의 부대가 참호에서 대충 100 야드(91m) 거리에서 방어에 임했다. 요새 내 대포가 참호 측면을 지키고 있었지만, 우익 쪽은 불완전했다. 좌익과 라슈트 강 사이의 낮은 지대는 민병과 해병이 지키고 있었다. 그들은 또한 카리용 방어를 위해 가시울타리를 설치했다. 예비군은 카리용 요새나 호프 산 사이에 배치되었다. 각 부대에 예비군이 흩어져 있어 필요한 때에는 원군을 보낼 예정이었다.

## 전투

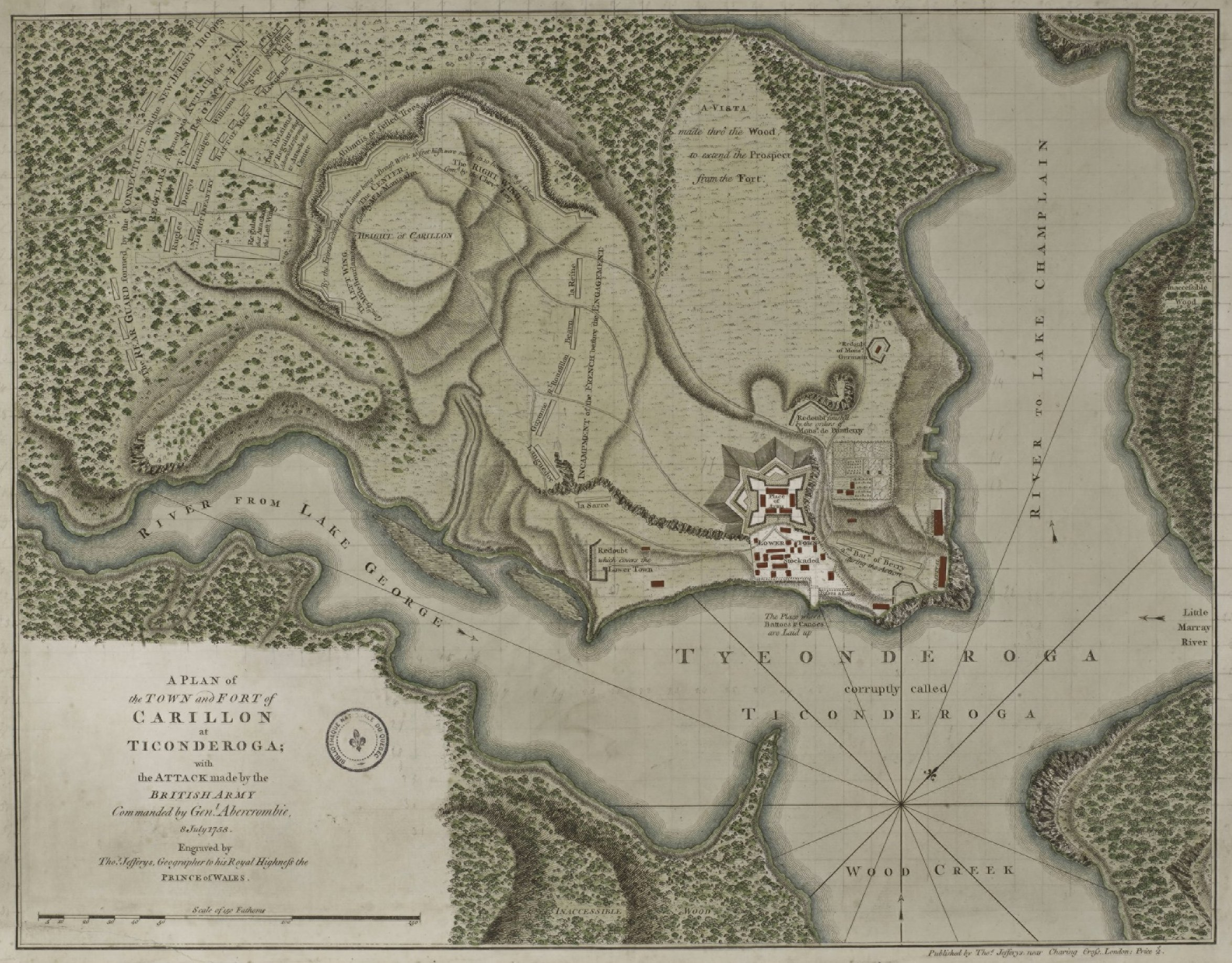
1758년 전선을 설명하는 지도

에버크롬비는 오후 1시에 전투를 시작할 수 있다고 예상했지만, 12시 30분경에 왼쪽에 있던 뉴욕 연대의 부대가 프랑스군을 향해 교전을 시작했다. 교전을 하는 소리에 하비랜드는 프랑스군이 침투했다고 믿었다. 그래서 그는 모든 병력들이 자리를 지키고 있었고, 에버크롬비로부터 명령을 하달받지 않았는데도 불구하고 자신이 지휘하는 병사들에게 진군을 명령했다.
결과적으로 부대 전체가 조금씩 전선에 말려들고 있었다. 영국군 정규병 중대가 전진을 했고, 명령대로 진형을 만들고 전진했다. 가장 가까운 거리에 있었던 우익 종대는 가장 먼저 공격을 들어갔으며, 이어 중앙군과 다음에 좌군이 그 뒤를 따랐다. 제 42대는 처음에는 예비대에 있었지만, 작전 참여를 강하게 요청하여 합류했다.
프랑스군의 위치는 영국군이 전진할 때, 엎드려서 압도적인 사격을 퍼부을 수 있는 위치였으며, 가시울타리는 이내 유혈이 낭자한 전장이 되었다. 오후 2시경에는 영국 측의 제1차 공격이 무위로 돌아갔음이 분명해졌다. 몽칼름은 군복 상의를 탈의하고, 병사들 사이를 돌며 그들을 격려하고, 그들이 반드시 이길 수 있을 것이라고 확신을 시키며 돌아다녔다. 프랜시스 파크먼과 토마스 만테 같은 초기의 사학자가 보고한 것처럼 에버크롬비는 전장에서 꽤 떨어진 제재소에 있었다. 교전 내내 에버크롬비는 라슈트 강가의 전선 후방에 있던 측근인 제임스 에버크롬비에게 보고를 받았다. 첫 공격이 실패한 이후, 에버크롬비가 왜 추가 공격을 고집한 것인지는 확실하지 않다. 자신을 변호하는 글에서, 에버크롬비는 그것이 클라크의 판단에 의지한 것이며, 클라크가 말하는 것은 쉽게 받아들여진 것이다. 그러나 이것은 1차 공격의 실패로 잘못되었다는 것이 증명되었다.
2시경이 되자, 라슈트 강에 산재된 대포를 운반하는 영국 바지선이 계획과는 반대로, 라슈트 강에 있는 섬과 강변 사이의 수로에 내렸다. 따라서 그들은 프랑스군 좌익과 요새의 일부 대포의 사정거리에 들어갔다. 요새의 남서쪽 능보에 배치된 대포에서 포탄이 발사되어 2척의 바지선이 침몰했고, 다른 배는 서둘러 퇴각했다.
에버크롬비는 코네티컷과 뉴저지의 식민지의 예비군에게 오후 2시경 교전을 벌이라고 명령했지만, 2시 30분경에 그 공격도 실패로 돌아갔음이 밝혀졌다. 그래서 에버크롬비는 부대를 철수시켜려 했지만, 유명한 번호를 가진 부대, 특히 영국군 좌익 제42연대와 제46연대가 공격을 고집했다. 오후 5시경, 42연대는 자포자기로 전진을 했고, 실제로 프랑스 요새의 성벽 아래까지 도달할 수 있었지만, 흉벽을 타고 간신이 올라간 병력들은 총검을 장착한 프랑스군이 기다리고 있었다. 한 영국군의 목격자는 이렇게 적고 있다. “우리 군의 너무나 빨리 무너졌다” 또 다른 증인은 “잔디처럼 잘려나갔다.”고 적고 있다. 밤이 될 때까지 이어진 공방에서 많은 사상자만 남기고 퇴각했다.
결국, 에버크롬비 전황이 대참사 지경이 되었다는 것을 깨닫고, 각 부대의 병력을 모아 조지 호수의 상륙 지점으로 돌아가도록 명령했다. 어두운 숲 속을 후퇴하는 병력들은 패닉에 빠졌고, 그들 사이에 프랑스가 공격해 온다는 소문이 소용돌이 치고 있었다. 다음날 새벽, 영국군은 조지 호수를 배로 이동하여, 해질녁에 남단 기지에 도착했다. 참전자 중 일부는 이 굴욕적인 퇴각을 잘 인지하고 있었다. 아트머스 워드 중령은 ‘부끄러운 퇴각’을 했다고 썼다.

## 여파

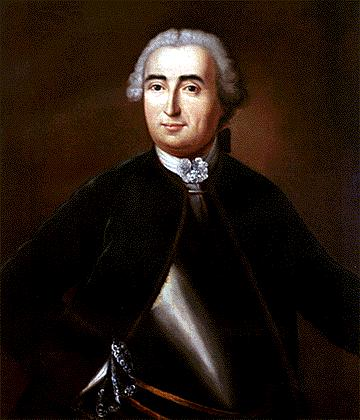
명장 몽칼름 장군

몽칼름은 영국군의 역공을 염려하고 있었고, 또, 긴 하루를 싸운 부대원들도 피로가 쌓여있었기 때문에, 여러 통의 맥주와 와인을 전선으로 보냈다. 병사들은 졸음과 공격에 대한 방어 업무를 하며, 불안하게 밤을 새웠다.
루이스버그 함락 소식 직후에 곧 전투 결과가 본토에 전해졌다. 루이스버그 승리의 기운에 찬물을 끼얹는 소식이었다. 피트가 뉴프랑스의 정복을 완수한 핵심 작전인 뒤크슨 요새와 프론테냑 요새의 승리를 알고 나서야, 1758년의 얻은 영국군의 승리는 연말에 본국에 전달되었다. 만약 카리용 요새가 1758년에 함락되었더라면, 뉴프랑스는 1758년 또는 1759년에 영국의 것이 될 수 있었다. 이 때 카리용 요새가 사수되었기 때문에, 몬트리올(마지막 프랑스의 저항 거점)의 항복은 오스웨고 요새와 쿼벡 요새 그리고 카리용 요새에 대가 점령된 1760년이 되어서야 이뤄졌다. 루이스버그의 승리자인 제프리 애머스트의 명령으로 1759년 함락된 후 카리용 요새는 타이컨더로가 요새로 이름을 바꿨다.
에버크롬비는 이 전투를 마지막으로 지휘관 경력을 접어야 했다. 조지 호수에서는 그나마 의욕이 있었지만, 7월 13일 전쟁위원회에서 결정된 존 블래드 스트리트가 지휘한 성공적인 프론테냑 요새 공략과 같은 전투에서 지원하는 이상의 역할 밖에 하지 못했다. 브래드 스트리트는 7월 23일 3,000명의 병력과 함께 출발했다. 그리고 에버크롬비는 인력부족의 핑계를 들어 그 전투에 지원을 거부했다.
8월, 총리인 윌리엄 피트가 육군의 군사 전략을 가다듬고 있었지만, 카리용 대패 소식을 듣고, 9월 18일에 에버크롬비에게 편지를 보냈다. “국왕 폐하는 적절한 판단을 주셨습니다. 귀관은 귀국해야 마땅할 것입니다.” 에버크롬비는 그 후도 승진을 계속해서 1772년에 육군 대장까지 올랐다.
영국군과 동맹을 맺은 인디언들은 군의 완패를 직접 목격하였으며, 그 후 그들과의 관계가 껄끄러워진 인디언들의 사이에 영국군 대패 소문이 퍼져서, 이후 전투에서 인디언 전사를 모집할 때, 군관계자들은 곤란을 겪게 되었다.